# Pereira Barreto
Pereira Barreto là một đô thị ở bang São Paulo của Brasil. Fundado em 1928, Đô thị này nằm ở vĩ độ 20º38'18" độ vĩ nam và kinh độ 51º06'33" độ vĩ tây, trên khu vực có độ cao 347 m. Dân số năm 2004 ước tính là 24.743 người. 
Đô thị này có diện tích 979,960 km².

## Thông tin nhân khẩu
Dữ liệu dân số theo điều tra dân số năm 2000
Tổng dân số: 25.028
- Thành thị: 23.142
- Nông thôn: 1.886
- Nam giới: 12.369
- Nữ giới: 12.659

Mật độ dân số (người/km²): 25,54
Tỷ lệ tử vong trẻ sơ sinh dưới 1 tuổi (trên một triệu người): 13,20
Tuổi thọ bình quân (tuổi): 72,71
Tỷ lệ sinh (số trẻ trên mỗi bà mẹ): 1,98
Tỷ lệ biết đọc biết viết: 88,37%
Chỉ số phát triển con người (HDI-M): 0,788
- Chỉ số phát triển con người - Thu nhập: 0,699
- Chỉ số phát triển con người - Tuổi thọ: 0,795
- Chỉ số phát triển con người - Giáo dục: 0,871

(Nguồn: IPEADATA)

### Sông ngòi
- Sông Tietê
- Sông São José
- Kênh đào Pereira Barreto

### Transporte
- Hidrovia Tietê

### Các xa lộ
- SP-310
- SP-563